# Eva Furnari
Eva Furnari (Roma, 15 de novembro de 1948) é uma ilustradora e escritora de livros infanto-juvenis ítalo-brasileira.

## Biografia
Filha de Francesco Furnari, siciliano, e Irma Steinfatt, nativa do Tirol Austríaco, mudou-se para o Brasil em 1950, quando tinha apenas dois anos. Cresceu na nova pátria, formando-se em Arquitetura pela Universidade de São Paulo e eventualmente, naturalizando-se brasileira. A partir de 1976 dedicou-se inicialmente a livros com ilustrações, sem texto.  
Como autora infanto-juvenil e como ilustradora recebeu o Prêmio Jabuti, nos anos de 1986, 1991, 1993, 1995, 1998, 2006 e 2017.
Em 2004 foi escolhida para ilustrar a reedição de seis livros da obra infantil de Érico Veríssimo.

 
A obra de Furnari, composta essencialmente de pequenos livros, é uma das mais profícuas na literatura infantil brasileira atual. Como a própria autora revelou, numa entrevista, a ilustração precedeu a produção literária, mas foi nesta última que veio efetivamente a se destacar.
Sua história de vida foi registrada pelo Museu da Pessoa, em um vídeo intitulado de "Do homem palito à bruxinha mais amada do país!", publicado em 2013.
Sobre a criação de sua personagem mais famosa, A Bruxinha, declarou:
"A bruxinha, hoje famosa, foi um personagem que surgiu na Folhinha de São Paulo, de uma forma muito espontânea. A primeira história é uma pequena bruxa que encontra uma flor, transforma essa flor em bruxa e essa, que era originalmente flor, transforma a bruxinha anterior em flor. Então eu acho que a origem da bruxinha, é que ela já foi uma flor um dia!"— Eva Furnari Em entrevista ao Museu da Pessoa

## Obras

### Como autora e ilustradora
- O segredo do violinista, Ática, São Paulo (ISBN 978-85-08-07097-8);
- Coleção Peixe Vivo, Ática,1980:
  - Cabra-cega (ISBN 978-85-08-01478-1)
  - De vez em quando (ISBN 978-85-08-02827-6)
  - Esconde-esconde (ISBN 978-85-08-01486-6)
  - Todo dia (ISBN 978-85-08-02055-3)

- Em 1982:
  - Bruxinha atrapalhada, Global (ISBN 8526003208)
  - O que é, o que é?, Paulus editora (ISBN 8534903026)
  - Traquinagens e estripulias, Global (ISBN 8526003062)
- Oito a comer biscoito ou dez a comer pastéis, Quinteto Editorial (ISBN 8530500350)

- Amendoim, Paulinas, 1983 (ISBN 8535605304)
- Filó e Marieta, Paulinas, 1983 (ISBN 8535605282)
- Zuza e Arquimedes, Paulinas, 1983 (ISBN 8535605290)
- A Bruxinha e o Gregório, Ática, 1983 (ISBN 8508071736)
- Violeta e Roxo, Quinteto editorial, 1984 (ISBN 8530500180)
- Quer Brincar?, FTD, 1986 (ISBN 8532203914)
- Bruxinha e Frederico, Global, 1988 (ISBN 8526007300)
- A Bruxinha e o Godofredo, Global, 1988 (ISBN 8526004778)

- Coleção As meninas, editora Formato, 1990:
- Ritinha bonitinha (ISBN 8572080090)
- A menina e o dragão (ISBN 8572080074)
- Catarina e Josefina (ISBN 8572080015)

- Assim assado, Moderna editora, 1991 (ISBN 8516039560)
- Não confunda..., Moderna, 1991 (ISBN 8516031020)
- Você troca?, Moderna, 1991 (ISBN 8516031004)
- Trucks, Ática, 1991 (ISBN 8508040083)

- O Problema do Clóvis, Global, 1992 (ISBN 8526006193)
- Caça-fumaça, Paulinas, 1992 (ISBN 8573114738)
- Por um fio, Paulinas, 1992 (ISBN 8573117885)

- O amigo da Bruxinha, Moderna, 1994 (ISBN 8516030997)
- A menina da árvore, Studio Nobel, 1994 (ISBN 8585445238)
- Adivinhe se puder, Moderna, 1994 (ISBN 8516031039)
- Travadinhas, Moderna, 1994 (ISBN 8516039579)

- Bruxinha e as Maldades da Sorumbática, Ática, 1997 (ISBN 8508066414)
- Cocô de passarinho, Cia das Letrinhas, 1998 (ISBN 8574060070)
- Anjinho, Ática, 1998 (ISBN 8508094701)
- Nós, Global, 1999 (ISBN 8526006215).

- Coleção Piririca da Serra, editora Ática,:
  - A Bruxa Zelda e os 80 Docinhos, 1994 (ISBN 8508047282)
  - O Feitiço do Sapo, 1995 (ISBN 8508056583)
  - Mundrackz, 1996 (ISBN 8508061099)
  - Operação Risoto, 1999 (ISBN 8508073399).

- Coleção Avesso da Gente, Moderna Editora, 2000:
  - Abaixo das canelas, (ISBN 8516025861)
  - Loló Barnabé (ISBN 8516025896)
  - Pandolfo Bereba (ISBN 851602590X)
  - Umbigo indiscreto (ISBN 8516025888)

- De 2001:
  - Os problemas da família Gorgonzola, Global, (ISBN 8526006967)
  - Bililico (com Denize Carvalho), Formato (ISBN 8572083014)
  - Marilu, Martins Fontes (ISBN 8533614144)

- Coleção Os bobos da corte, Moderna, 2002:
  - Dauzinho (ISBN 8516031632)
  - Rumboldo (ISBN 8516031624)
  - Tartufo (ISBN 851603139X)

- Luas, Global, 2002 (ISBN 8526007289)
- O circo da lua, Ática, 2003 (ISBN 8508083882)
- Cacoete, Ática, 2005 (ISBN 8508097190)
- O Feitiço do Sapo - Ática, 2006 (ISBN 8508056583);
- Zig zag - Global, 2006 (ISBN 8526010948)
- Felpo Filva - Moderna editora, 2006 (ISBN 851605182X)

### Como ilustradora
- Seu Rei mandou dizer, de Giselda Laporta Nicolelis - ilustradora (com Elenice Machado de Almeida), Moderna editora (ISBN 8516001199)
- Doroteia a Centopeia, de Ana Maria Machado - ilustradora, Salamandra.
- Bento Que Bento e o Frade, de Ana Maria Machado- Ilustradora, Salamandra, (ISBN 8528100413)
- Que Horta, de Tatiana Belinky - ilustradora, Paulus (ISBN 8534904626)
- A mãe da menina e a menina da mãe, de Flávio de Souza) - ilustradora, FTD (ISBN 8532207960)
- Ilustração da obra infantil de Érico Verissimo, Cia das Letrinhas:
  - O Urso com Música na Barriga, 2002 (ISBN 8574061573)
  - A Vida do Elefante Basílio, 2002 (ISBN 8574061565)
  - Os Três Porquinhos Pobres, 2003 (ISBN 8574061654)
  - Outra Vez os Três Porquinhos, 2003 (ISBN 8574061859)
  - Rosa Maria no Castelo Encantado, 2003 (ISBN 857406226X)
  - As Aventuras do Avião Vermelho, 2003 (ISBN 8574061646)

Outros:
- Lambisgoia, de Edson Gabriel Garcia - Ilustradora, Nova Fronteira, 1984 (ISBN 8520907393)
- A Menina das Bolinhas de Sabão, de Antônio Hohlfeldt - Ilustradora, FTD (ISBN 853220144X)
- O Susto do Periquito, de Sônia Marta Junqueira - Ilustradora, Ática (ISBN 8508069529)